# Tramlijn 7 (Île-de-France)
Lijn 7 van de tram van Île-de-France, meestal gewoonweg de T7 genoemd, is een tramlijn in de regio van Parijs. De lijn die geëxploiteerd wordt door de RATP, loopt van het metrostation Villejuif - Louis Aragon (metrolijn 7) naar de halte Porte de l'Essonne in Athis-Mons. De 11,2 kilometer lange tramlijn kan gezien worden als verlenging van metrolijn 7 (vandaar ook de nummering als tramlijn 7).

## Geschiedenis
Als sinds de jaren 90 waren er plannen voor een nieuwe verbinding tussen Villejuif - Louis Aragon en het RER-station Juvisy. De voornaamste reden voor een nieuwe verbinding is de luchthaven Orly, die al sinds de aanleg van alle soorten van railvervoer verstoken was. Ook het handelscentrum van Thiais, de grootste van zijn soort in Frankrijk, had behoefte aan een betere verbinding. Alhoewel er eerst gedacht werd aan de verlenging van metrolijn 7, is uiteindelijk gekozen voor een tramverbinding, daar dit goedkoper is in aanleg en exploitatie.
Tussen 2000 en 2006 werd de planning en financiering van het project geregeld, en begin 2009 begonnen de bouwwerkzaamheden voor de lijn. De eerste rails werden in de zomer van 2011 gelegd. Begin 2011 werd het materieel voor de tramlijnen 7 en 8 besteld bij Alstom.
Vanaf 14 oktober 2013 werd de lijn onder proefbedrijf getest, en op 16 november opende de lijn voor het publiek.

## Reizigersaantallen
Verwacht werd dat de lijn zo'n 36.000 reizigers per dag zou gaan vervoeren. Na twee maanden was het aantal dagelijkse reizigers al 29.000 per weekdag.

## Exploitatie
De tramlijn wordt geëxploiteerd door 19 vijfdelige trams van het type Citadis, gebouwd door het Franse Alstom. De trams rijden op 750 volt gelijkstroom, zoals gebruikelijk bij moderne trams. De trams zijn 32,7 meter lang 2,4 meter breed en 2,89 meter hoog (exclusief stroomafnemer). De trams hebben een capaciteit van 200 reizigers per tram, en hebben een lage vloer door het hele voertuig.
De afstand van 11,2 kilometer wordt in 31 minuten afgelegd, hetgeen gelijkstaat aan een gemiddelde snelheid van 21,7 kilometer per uur.
In de spits rijden de trams met een frequentie van zes (buiten de vakanties) tot negen minuten (zomervakantie). In de daluren rijdt er om de acht à twaalf minuten een tram. Op zaterdag rijdt er om de tien à dertien minuten een tram, op zondag om de twaalf à vijftien minuten. 's Avonds rijdt er elke twintig een tram.
De lijn heeft een aparte dienstregeling voor de maand juli en de maand augustus.

## Route
Van Villejuif tot de halte Auguste Perret is tramlijn aangelegd in vrije baan in de middenberm van de departementale weg D7 met aan weerszijden twee rijbanen. Bij Auguste Perret wordt afgeslagen van de D7 om via een grote slinger de halte Porte de Thiais te bereiken. Hier is aansluiting op de Trans-Val-de-Marne busbaan (Te vergelijken met de Zuidtangent). In de toekomst zal de verlengde metrolijn 14 hier aansluiting geven op de tram. Na de halte Porte de Thiais heeft de tram een vrije baan tot de volgende halte La Belle Épine naast de D7 die hier een kruisingsvrije snelweg is. Vanaf La Belle Épine volgt de tram een zeer kronkelige vrijebaan route langs bedrijfsterreinen en laagbouwige kantoorparken. Na de halte Hélene Boucher komt de tram in de luchthaven gebied met aanverwante dienstverleningsbedrijven. Na een stop voor de luchthaven terminal (de oostkant) wordt door middel van een lange tunnel de landingsbanen doorkruist langs de doorgaande N7 weg. Net na het luchthavengebied eindigt de tramlijn bij een groot busstation.

## Toekomst
In 2018 opent de verlenging van tramlijn 7 naar station Juvisy, het belangrijkste RER-overstapstation buiten Parijs. De tramlijn zal daardoor de belangrijkste verbinding vormen tussen het zuiden van Île-de-France en de luchthaven Orly. De verlenging is 3,7 kilometer lang (waarvan 900 meter in een tunnel), en zal zes haltes kennen. Voor de verlenging worden twaalf nieuwe trams aangeschaft.

## Trivia
Nabij de zuidelijke halte Porte de l'Essonne loopt de tramlijn vlak langs een tentoongesteld Concorde-vliegtuig.